# Johannes Wiese
Johannes Wiese (Breslávia, 7 de março de 1915 — Kirchzarten, 16 de agosto de 1991) foi um piloto de caça alemão da Luftwaffe e recebeu a Cruz de Cavaleiro da Cruz de Ferro com Folhas de Carvalho durante a Segunda Guerra Mundial. A ele foi
creditado com 133 aeronaves inimigas abatidas em 480 missões de combate.

## Juventude
Wiese nasceu em 7 de março de 1915, em Breslávia, no Reino da Prússia do Império Alemão, atual Wrocław, no oeste da Polônia, filho de um ministro. Em 1934, Wiese voluntariou-se para servir no Heer (Exército Alemão) e juntou-se ao Infanterie-Regiment 6 (6.º Regimento de Infantaria).
Em 1936, Wiese foi transferido para a Luftwaffe como Oberfähnrich (candidato a oficial). Lá, ele foi treinado como um observador aéreo com o Heeresaufklärer (Reconhecimento do Exército). Wiese foi promovido a Leutnant (segundo-tenente) em 1° de abril de 1937, e em setembro de 1938, transferido para o Fliegerersatzabteilung 17 em Quedlimburgo. Ele então se ofereceu para o Jagdwaffe (força de caça) e mantendo o posto de Oberleutnant (primeiro-tenente) ele começou o treinamento de piloto de caça em outubro de 1938.

## Condecorações
- Cruz de Ferro (1939)
  - 2ª classe (27 de setembro de 1941)
  - 1ª classe (1 de maio de 1942)
- Distintivo de Voo do Fronte da Luftwaffe
  - em Prata (11 de outubro de 1941)
  - em Ouro (13 de julho de 1942)
- Troféu de Honra da Luftwaffe (16 de novembro de 1942)
- Cruz Germânica (5 de dezembro de 1942)
- Cruz de Cavaleiro da Cruz de Ferro (5 de janeiro de 1943)
  - 418ª Folhas de Carvalho (2 de março de 1944)
- Medalha Militar de Longo Serviço (Wehrmacht)
- Medalha Oriental
- Escudo de Kuban